# Caraquet
Caraquet – miasto w Kanadzie, na wschodzie prowincji Nowy Brunszwik, w hrabstwie Gloucester, na Półwyspie Akadiańskim. Caraquet jest jednym z najważniejszych ośrodków kultury akadiańskiej.
Liczba mieszkańców Caraquet wynosi 4 156. Język francuski jest językiem ojczystym dla 98,5%, angielski dla 1,3% mieszkańców (2006).